# Sraka (priimek)
Sraka je priimek več znanih Slovencev:
- Andrej Sraka (*1976), pozavnist
- Anja Sraka, cimbalistka
- Danijel Sraka (*1975), režiser, scenarist, producent
- Gregor Sraka, zgodovinar in teolog
- Janez Sraka (*1946), jezuit, radijski urednik
- Jožef (Joseph) Sraka (*1991), model in modni oblikovalec
- Raša Sraka (*1979), judoistka
- Štefan Sraka (*1958), hokejist na travi in trener